# スパーク魂
『スパーク魂』（スパークだましい）は、2016年4月10日から2021年3月28日までテレビ大分が制作・著作及び放送されていたローカルバラエティ番組である。

## 概要
1990年4月7日から2016年3月29日まで26年に渡って放送されていた『スパーク オン ウェイヴ』の実質的な後継番組である。

## シリーズの終焉
2021年3月7日の放送分で3月28日の放送を以って番組終了する事が発表され、3月28日スパーク魂としては5年、1990年4月7日から放送されていた『スパーク オン ウェイヴ』以来、「スパーク」シリーズとしては31年の放送に幕を閉じた。

## 出演者
- 和田綾香
- 藤村晃輝
- 森祐作